# Lehde (Spreewald)

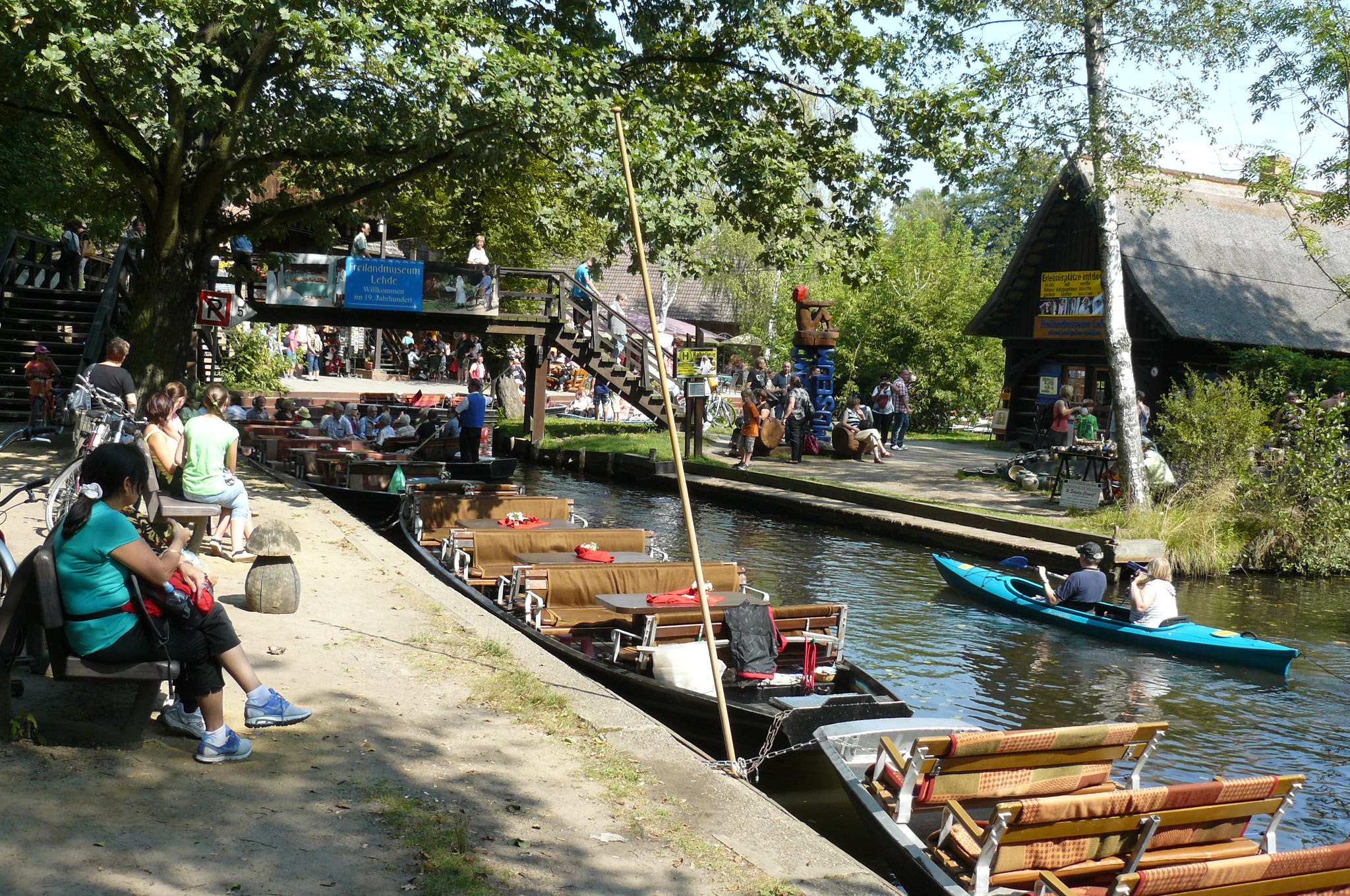
Centrum osady i łodzie turystyczne

Lehde (dolnołuż. Lědy) – część miasta Lübbenau/Spreewald, dawniej samodzielna wioska dolnołużycka, położona w centrum bagien i sieci kanałów Spreewaldu.
Wieś stanowi centrum ruchu turystycznego w Spreewaldzie - krzyżują się tutaj szlaki rowerowe i kajakowe, a także wypływają stąd liczne łodzie płaskodenne do przewozu turystów kanałami spreewaldzkimi. W centrum osady zlokalizowane są liczne restauracje i punkty sprzedaży pamiątek. Nad kanałami zbudowano kilka drewnianych mostków z rynnami do przeprowadzania rowerów, charakterystycznych dla terenu Spreewaldu, po których przekracza się kanały. W Lehde funkcjonuje Muzeum Ogórka (przybliżające historię i wyrób ogórków spreewaldzkich) i skansen (Freilandmuseum) architektury tego rejonu. Zachowała się tutaj drewniana zabudowa łużycka. Założenie urbanistyczne osady pozostaje pod ochroną konserwatorską.
Do 1931 do wsi nie prowadziły żadne utwardzone drogi, a najlepszą formą dotarcia były łodzie (zimą rolę dróg przejmowały zamarznięte kanały).